# 藤堂家信
藤堂 家信（とうどう いえのぶ、天正6年（1578年） - 寛永13年2月19日（1636年3月26日））は、安土桃山時代から江戸時代前期にかけての武将。藤堂氏の家臣。通称は式部。近江国の磯の出身であり、元は礒崎金七といった。米原磯村の礒崎氏の系図によれば、礒崎刑部佐衛門の六男とされているが、武内家の系図では兄弟姉妹は3人になっており、妹の川崎三郎左衞門室と稲葉猪之助（大坂夏の陣で戦死。戒名は行安道哲）がいる。

## 事跡
近江国の礒崎神社に神官として武内宿禰の後裔・武内信實が京都より派遣され、蒲生姓を名のった。その後、礒崎を名乗って磯崎神社の宮司となったのが礒崎家の始まりである。武内家には磯崎大明神の掛け軸が残されている。なお、『宗国史』によれば、磯崎家の原姓は蒲生となっており、武内家の系図にも蒲生と名のっている時期がある。蒲生氏郷の3代前の礒崎家郷と蒲生定秀兄弟の時代から、礒崎姓と蒲生姓をそれぞれ使用するようになった。
礒崎金七は藤堂高虎に仕え、文禄・慶長の役に参加し南原城の戦いで得た敵将の衣服が遺されている。関ヶ原の戦いにも参加、大坂夏の陣では長宗我部氏の吉田重親、横山将監を討った。これはその日（5月6日）一番の手柄ということで、徳川家康から（一ニ）の紋を拝領し、代々式部家では当主が男紋として使用することになっている。系図によれば一時は2万石を知行し、慶長12年（1607年）に藤堂姓を授けられ、藤堂式部を名のった。また、大坂夏の陣の時で受けた戦傷に対して家康が与えた「権現様頂戴之御軟膏」が現在でも伝わっている。
寛永11年（1634年）、伊賀国領内で起きた鍵屋の辻の決闘の際に、荒木又右衛門らを預かっている。
寛永13年（1636年）2月19日に京都で死去。紫野大徳寺の塔頭・大光院には藤堂式部家の5代（家信、家道（2代）、家明（3代）、信副（4代）、信方（5代））と礒崎九郎左衞門の墓がある。なお、式部家は明治13年（1880年）に藤堂姓から元の武内に復姓している。